# Angélica Celaya
Angélica Celaya, née le 9 juillet 1982 à Tucson, Arizona, est une actrice et mannequin américaine de parents mexicains.
Elle est célèbre pour son interprétation de Zanetti dans la telenovela Alguien te mira.

## Carrière
Elle commence sa carrière en participant à l'émission Protagonista De Novela 2 qui a été filmée à Miami, Floride et depuis, elle participe à des telenovelas, des films et des émissions. Elle a travaillé pour les chaînes de télévision Telemundo, TV Azteca et Mega TV.

## Filmographie

### Telenovelas
- 2003 : Ladrón de corazones : Renata
- 2005 : Los Plateados : Ximena Campuzano
- 2006 : Marina : Rosalba Alvarez
- 2007 : Mientras haya vida : Paula Hernandez
- 2008 : Vivir sin ti : Liliana
- 2010 : Perro amor : Miranda
- 2010 : Alguien te mira : Eva Zanetti
- 2013 : El señor de los cielos : Eugenia
- 2017 : Mariposa de Barrio : Jenni Rivera

### Films
- 2010 : Edgar Floats : Penny
- 2010 : Cowboys VS Vampire : Gloria Valenzuela
- 2011 : Mas Sabe El Diablo : Rene Cardona/Beatriz Beltran
- 2013 : Kiss of Vengeance : The lady

### Séries télévisées
- 2003 : De Novela 2 : elle-même
- 2006 : Decisiones : divers personnages
- 2012 : Burn Notice : Ángela Flores
- 2012 : Larrymania : elle-même
- 2012 : Gabriel, amor inmortal : Eva Leon/Viviana
- 2014 : Dallas : Lucía Treviño
- 2014 : La Buena Mala : Ana Maria/Adriana
- 2014 : Constantine : Zed Martin
- 2016 : Castle : Sonia